# Journal of Soft Computing in Civil Engineering
Il Journal of Soft Computing in Civil Engineering è una rivista scientifica trimestrale open access con revisione paritaria che copre le applicazioni del soft computing nell'ingegneria civile. È stata fondata nel 2017 ed è membro del Committee on Publication Ethics (COPE). Il Caporedattore (editor-in-chief) è Hosein Naderpour. La rivista è indicizzata e astratta in Scopus.